# Territorio dell'Iowa
Il Territorio dell'Iowa fu un territorio organizzato incorporato degli Stati Uniti creato con atto del Congresso, che esistette dal 4 luglio 1838 al 28 dicembre 1846, quando la parte sud-orientale del Territorio fu ammessa all'Unione come Stato dell'Iowa. La parte rimanente del territorio non ebbe un governo territoriale organizzato fino all'istituzione del Territorio del Minnesota il 3 marzo 1849.

## Storia

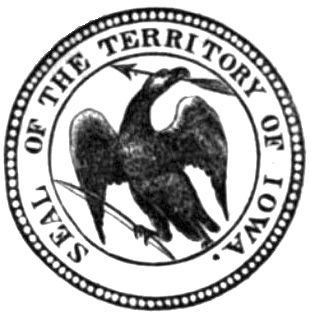
Sigillo del Territorio dell'Iowa

Gran parte del territorio era stato in origine parte dell'Acquisto della Louisiana, e fu parte del Territorio del Missouri. Quando il Missouri divenne uno stato nel 1821, quest'area, insieme alle Dakota) divenne effettivamente un territorio non organizzato; l'area fu chiusa ai coloni bianchi fino agli anni 1830, dopo la fine della guerra di Falco Nero. Fu unita al Territorio del Michigan il 28 giugno 1834 e in una sessione straordinaria della sesta Assemblea Legislativa del Michigan tenutasi nel settembre 1834, il distretto dell'Iowa fu diviso in due contee tracciando una linea ad ovest del margine inferiore dell'isola Rock, nel fiume Mississippi. Il territorio a nord di questa linea (che iniziava appena a sud dell'attuale Davenport) fu chiamato contea di Dubuque, e l'area a sud fu nota come contea di Des Moines. Quando il Michigan divenne uno stato nel 1836, l'area divenne nota come distretto dell'Iowa all'interno del Territorio del Wisconsin, la regione ad ovest del fiume Mississippi.
L'estensione originale del territorio, come stabilito nel 1838, comprendevano il Minnesota e parti delle Dakota, coprendo circa 500 000 km².
Burlington fu la capitale provvisoria; Iowa City venne designata come capitale ufficiale del territorio nel 1841. Fort Snelling era situato nel lato occidentale del Mississippi, all'interno del territorio fino a che non divenne uno stato.
Quando l'Iowa divenne uno stato il 28 dicembre 1846, non vennero presi provvedimenti per organizzare ufficialmente la parte restante del territorio. Morgan Lewis Martin, il delegato territoriale al Congresso, spinse per una legge per organizzare il territorio del Minnesota che avrebbe compreso queste terre. La legge passò alla Camera dei rappresentanti, ma non al Senato; nella sessione successiva venne presentata una legge da Stephen A. Douglas, che anch'essa non venne approvata al Senato. La situazione si risolse con l'organizzazione del Territorio del Minnesota il 3 marzo 1849, il giorno prima della chiusura del Congresso.
Al censimento del 1840 le 18 contee dell'Iowa riportarono la seguente popolazione:
| Posizione | Contea               | Popolazione |
| --------- | -------------------- | ----------- |
| 1         | Van Buren            | 6 146       |
| 2         | Lee                  | 6 093       |
| 3         | Des Moines           | 5 577       |
| 4         | Henry                | 3 772       |
| 5         | Dubuque              | 3 059       |
| 6         | Jefferson            | 2 773       |
| 7         | Muscatine            | 1 942       |
| 8         | Louisa               | 1 927       |
| 9         | Washington           | 1 594       |
| 10        | Johnson              | 1 491       |
| 11        | Jackson              | 1 411       |
| 12        | Linn                 | 1 373       |
| 13        | Cedar                | 1 253       |
| 14        | Scott                | 1 240       |
| 15        | Clayton              | 1 101       |
| 16        | Clinton              | 821         |
| 17        | Jones                | 471         |
| 18        | Delaware             | 168         |
|           | Aree non incorporate | 900         |
|           | Territorio dell'Iowa | 43 112      |

## Governo
Il potere esecutivo nel Territorio era esercitato dal governatore, un segretario (che in caso di morte, rimozione, dimissioni o assenza dal Territorio del governatore, aveva poteri governatoriali e svolgeva le funzioni del governatore), un tesoriere ed un uditore.
L'elenco delle persone che ricoprirono tali cariche dal 1838 al 1846 è di seguito riportato.

### Governatori
- Robert Lucas, nominato nel 1838.
- John Chambers, nominato nel 1841.
- James Clarke, nominato nel 1845.

### Segretari
- William B. Conway, nominato nel 1838; morto in carica nel novembre 1839.
- James Clarke, nominato nel 1839.
- O. H. W. Stull, nominato nel 1841.
- Samuel J. Burr, nominato nel 1843.
- Jesse Williams, nominato nel 1845.

### Uditori
- Jesse Williams, nominato nel 1840.
- William L. Gilbert, nominato nel 1843.
- David Ira Bryan, nominato nel 1845.

### Tesorieri
- Thornton Bayless, nominato nel 1839.
- Morgan Reno, nominato nel 1840.

### Delegati al congresso
- William W. Chapman 25° e 26º congresso, 1838–1840
- Francis Gehon, "eletto" irregolarmente nel 1839, ma non fu mai delegato
- Augustus C. Dodge, nel 27°, 28° e 29º congresso, 1840–1846

### Legislatura
Il potere legislativo era esercitato dall'Assemblea Legislativa che, come quella del Territorio del Wisconsin, era divisa in una camera alta denominata "Consiglio" (anche se alcune fonti storiche la definiscono Senato) di 13 membri, e una Camera dei Rappresentanti di 26 membri.